# بازارچه مرزی جالق
بازارچه مرزی جالق یک بازارچه مرزی در شهرستان گلشن در استان سیستان و بلوچستان در مرز ایران و پاکستان قرار دارد. این بازارچه در ۱۵ کیلومتری شهر جالق مرکز شهرستان گلشن واقع شده است.
عملیات ساخت این بازارچه در زمینی به مساحت ۱۰ هکتار با تأسیسات ساختمان اداری- تجاری به مساحت یک هزار و ۲۸۱ متر مربع و ۲ واحد یک هزار متری سوله به عنوان انبار با تأسیسات آب، برق، باسکول ۶۰ تنی از سال ۸۲ آغاز شد و در شهریور ۱۳۸۴ افتتاح شد.